# 상공업

## 같이 보기
- 상업
- 공업